# アニー賞
アニー賞（アニーしょう、英語：Annie Awards）は、1972年から始まった、国際アニメーション映画協会が主催するアニメーション作品とそのスタッフに与えられる賞。アメリカで「アニメーションのアカデミー賞」といわれる。
アカデミー賞と異なり、劇場用映画に留まらず、テレビアニメ、OVA、コマーシャルメッセージ、Webアニメといったアニメーション作品全般を対象とした賞となっている。
以前は11月に開催されていたが、アカデミー賞（第74回）で長編アニメ部門が新設された翌年、2002年度の第30回アニー賞から2月開催に変更された。

## 歴史

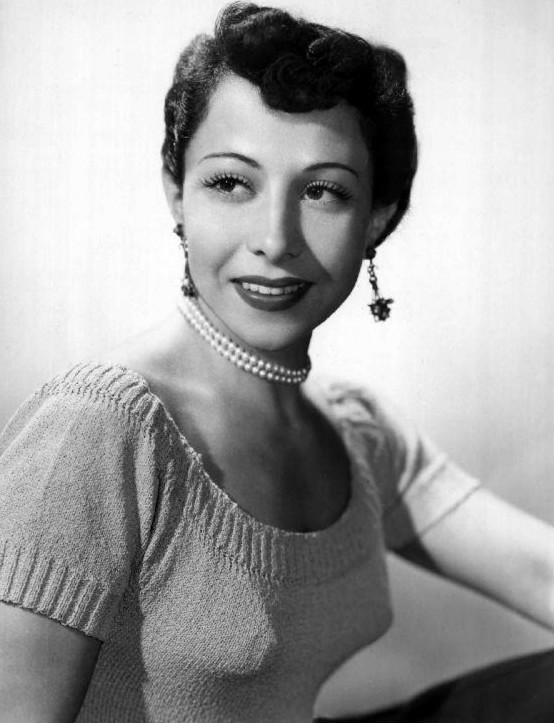
ジューン・フォーレイ

1972年に、アニメーション分野にも賞が必要だと考えたジューン・フォーレイの意見から設立された。賞の名前はフォーレイの夫であるホバート・ドナヴァンがアニメーションにちなみ、「アニー賞」と呼ぶことを提案した。
2010年には、ドリームワークスとウォルト・ディズニー・アニメーション・スタジオ、ピクサー・アニメーション・スタジオの間で賞選考の投票資格を持つ会員構成に関するトラブルが発生し、2011年に行われた第38回アニー賞ではディズニー、ピクサーが本賞をボイコットした。

## 賞一覧

### 作品賞
- 長編作品賞 Best Animated Feature
- 長編インディペンデント作品賞 Best Animated Feature — Independent, 2015年新設
- 長編ホームエンターテイメント作品賞 Best Animated Home Entertainment Production
- 一般向けテレビアニメーション作品賞 Best General Audience Animated Television Production
- 子供向けテレビアニメーション作品賞 Best TV Production for Children
- 未就学児向けテレビアニメーション作品賞 Best TV Production for Preschool Children
- 短編作品賞 Best Animated Short Subject
- テレビコマーシャル作品賞 Best Animated Television Commercial
- 特別制作作品賞 Best Animated Special Production
- VR作品賞 Best Virtual Reality Production
- 学生作品賞 Best Student Film

### 映画部門賞
- 長編作品視覚効果賞 Outstanding Animated Effects - Animation
- 実写作品視覚効果賞 Outstanding Animated Effects - Live Action
- 長編作品キャラクター・アニメーション賞 Outstanding Character Animation - Animation
- 実写作品キャラクター・アニメーション賞 Outstanding Character Animation - Live Action
- 長編作品キャラクター・デザイン賞 Outstanding Character Design
- 長編作品監督賞 Outstanding Directing
- 長編作品音楽賞 Outstanding Music
- 長編作品美術賞 Outstanding Production Design
- 長編作品絵コンテ賞 Outstanding Storyboarding
- 長編作品声優賞 Outstanding Voice Acting
- 長編作品脚本賞 Outstanding Writing
- 長編作品編集賞 Outstanding Editorial

### テレビ、ゲーム部門賞
- テレビ作品視覚効果賞 Outstanding Animated Effects
- テレビ作品キャラクター・アニメーション賞 Outstanding Character Animation
- テレビ作品キャラクター・デザイン賞 Outstanding Character Design
- テレビ作品監督賞 Outstanding Directing
- テレビ作品音楽賞 Outstanding Music
- テレビ作品美術賞 Outstanding Production Design
- テレビ作品絵コンテ賞 Outstanding Storyboarding
- テレビ作品声優賞 Outstanding Voice Acting
- テレビ作品脚本賞 Outstanding Writing
- テレビ作品編集賞 Outstanding Editorial

### 功労賞
- ジューン・フォーレイ賞 June Foray Award - アニメ産業への慈善的な貢献に授与される[8]。
  - 日本人では堤大介（2020年）[9]、木下小夜子、木下蓮三（2021年）[10]が受賞。
- アブ・アイワークス賞 Ub Iwerks Award
- ウィンザー・マッケイ賞 Winsor McCay Award - アニメの振興に貢献した人物に与えられる（1972年より毎年3名程度）。
  - 日本人の受賞は川本喜八郎（1988年）、手塚治虫（1989年・1990年）、宮崎駿（1998年）、大友克洋（2013年）、高畑勲（2015年）、押井守（2016年）[11]、今敏（2019年）[12][13]、鈴木敏夫（2021年）[10]、久石譲（2023年）[14]の9名（#外部リンクに受賞映像）。

## 主な受賞作品
| 年   | 長編作品賞                                    | 長編インディペンデント作品賞 |
| ---- | --------------------------------------------- | ---------------------------- |
| 1992 | 美女と野獣                                    |                              |
| 1993 | アラジン                                      |                              |
| 1994 | ライオン・キング                              |                              |
| 1995 | ポカホンタス                                  |                              |
| 1996 | トイ・ストーリー                              |                              |
| 1997 | キャッツ・ドント・ダンス                      |                              |
| 1998 | ムーラン                                      |                              |
| 1999 | アイアン・ジャイアント                        |                              |
| 2000 | トイ・ストーリー2                             |                              |
| 2001 | シュレック                                    |                              |
| 2002 | 千と千尋の神隠し                              |                              |
| 2003 | ファインディング・ニモ                        |                              |
| 2004 | Mr.インクレディブル                           |                              |
| 2005 | ウォレスとグルミット 野菜畑で大ピンチ!        |                              |
| 2006 | カーズ                                        |                              |
| 2007 | レミーのおいしいレストラン                    |                              |
| 2008 | カンフー・パンダ                              |                              |
| 2009 | カールじいさんの空飛ぶ家                      |                              |
| 2010 | ヒックとドラゴン                              |                              |
| 2011 | ランゴ                                        |                              |
| 2012 | シュガー・ラッシュ                            |                              |
| 2013 | アナと雪の女王                                |                              |
| 2014 | ヒックとドラゴン2                             |                              |
| 2015 | インサイド・ヘッド                            | 父を探して                   |
| 2016 | ズートピア                                    | レッドタートル ある島の物語  |
| 2017 | リメンバー・ミー                              | 生きのびるために             |
| 2018 | スパイダーマン:スパイダーバース               | 未来のミライ                 |
| 2019 | クロース                                      | 失くした体                   |
| 2020 | ソウルフル・ワールド                          | ウルフウォーカー             |
| 2021 | ミッチェル家とマシンの反乱                    | FLEE フリー                  |
| 2022 | ギレルモ・デル・トロのピノッキオ              | マルセル 靴をはいた小さな貝  |
| 2023 | スパイダーマン:アクロス・ザ・スパイダーバース | ロボット・ドリームズ         |
| 2024 | 野生の島のロズ                                | Flow                         |

## 各年の授賞式
- 2009年 - 第37回アニー賞
- 2010年 - 第38回アニー賞